# 洞鱸
洞鱸為輻鰭魚綱鮭鱸目洞穴魚科的其中一種，被IUCN列為次級保育類動物，分布於北美洲美國印第安納州至肯塔基州淡水流域，體色為粉紅色至白色，眼睛埋至皮膚之下，有非常小的腹鰭，背鰭軟條9-11枚，臀鰭軟條8-11枚，體長可達11公分，生活在地下水域，屬肉食性。